# Sigma-Aldrich
Sigma-Aldrich — компания по производству и продаже особо чистых химических веществ, реагентов, расходных материалов и т.д. Большую часть веществ компания производит самостоятельно. Штаб квартира расположена в Миссури, США.

## История
Компания образована в 1975 путём слияния двух американских химических компаний: Sigma Chemical Company (Сент-Луис) и Aldrich Chemical Company (Милуоки, основана Альфредом Бадером (англ.)).
В  2017 году завершилась сделка по приобретению Sigma-Aldrich фармацевтической компанией Merck KGaA. Сумма сделки составила 17 млрд долларов.

## Ранняя история
- 1935 – Компания Midwest Consultants была основана в Сент-Луисе братьями Аароном и Бернардом Фишерами, которые наняли инженера-химика Дэниела Бройду.[6]
- 1946 – Компания Sigma была образована из компании Midwest Consultants и производила только аденозинтрифосфат. Они были первыми, кто начал производить чистый АТФ[7]
- 1972 – IPO компании Sigma[8]
- 1951 –  Альфред Бейдер и Джек Эйзендрат основали компанию Aldrich в Милуоки и начали производить только 1-метил-3-нитро-1-нитрозогуанидин.
- 1966 – IPO Олдрича[9]
- 1972 –  запущено дочернее предприятие Aldrich-Boranes по производству продуктов гидроборирования.
- 1975 – Слияние компаний Sigma Chemical и Aldrich Chemical с образованием Sigma-Aldrich.[10] Их первый год продаж заработал 43 миллиона долларов.[11]
- 1999 – Объем продаж Sigma-Aldrich достигает 1 миллиарда долларов.
- 2005 –  объявлено о членстве в Консорциуме RNAi.[12]
- 2014 –  Merck KGaA объявила о приобретении Sigma-Aldrich примерно за 17 миллиардов долларов (13,1 миллиарда евро).[13][14]
- 3 ноября 2014 г. -– Sigma-Aldrich подала окончательное заявление в Комиссию по ценным бумагам и биржам США о проведении специального собрания инвесторов по поводу одобрения продажи компании Merck KGaA.[15]

## Приобретения

### 1970-е
- 1978 – Makor Chemicals

### 1980-е
- 1984 – Pathfinder
- 1986 – Bio Yeda, Bristol Organics
- 1989 – Приобретена компания Fluka Chemie AG (швейцарская компания, основанная в 1950-х годах) за 39 миллионов долларов.

### 1990-е
- 1993 г. - приобретение компании Supelco Inc. для выхода на рынок хроматографии.
- 1994 – LabKemi AB
- 1997 – Research Biochemicals International, Riedel-de-Haen, Techcares Systems, Carbolabs, YA Kemia
- 1998 – Genosys

### 2000-е
- 2000 – First Medical Inc., Amelung GmbH, ARK Scientific
- 2001 – ISOTEC (производит стабильные изотопы, используемые в фундаментальных исследованиях и медицинской диагностике)[16]
- 2004 г. – Ultrafine (поставщик услуг контрактного производства по разработке лекарств), Tetrionics (производитель высокоэффективных и цитотоксических активных фармацевтических ингредиентов)[17]
- 2005 – JRH Biosciences[18] Промышленный поставщик продуктов клеточных культур для фармацевтической и биотехнологической промышленности; Proligo Group, мировой поставщик инструментов для геномных исследований
- 2006 – Beijing Superior Chemicals[19] Iropharm, Pharmorphix,[20] Advanced Separation Technologies[21](производитель продукции для хиральной хроматографии)
- 2007 – Epichem[22] приобретено для расширения возможностей в области материаловедения и рынков полупроводников; Компания Molecular Medicine BioServices приобретена для обеспечения крупномасштабного производства вирусов; объявила о союзе с Sangamo BioSciences для разработки реагентов для лабораторных исследований на основе цинковых пальцев
- 2009 – ChemNavigator
- 2010 – Cerilliant Corporation, ACE Animals
- 2011 – Resource Technology Corp, Vetec Quimica Fina
- 2012 – Research Organics Inc., BioReliance (компания по токсикологии и ветеринарной диагностике)[23] BioReliance ранее была приобретена Invitrogen и впоследствии продана Avista Capital Partners.[24]
- 2014 – Cell Marque[25]
- 2015 – Объединение с EMD Millipore для создания MilliporeSigma.

## Ключевые цифры
Ключевые цифры для Sigma-Aldrich

### Доходы:[27]
- $2.79 млрд (2014)

### Продукты
- 100 000 химической продукции (46 000 произведено)
- 30 000 наименований лабораторного оборудования

### Клиенты
- Около миллиона индивидуальных клиентов по всему миру
- 88 000 аккаунтов

### География (% продаж в 2008)
- США 35%
- Европа 43%
- Канада, Азиатско-Тихоокеанский регион, Латинская Америка 22%

## Дочерние компании
Aldrich — поставщик на рынке исследований и продуктов чистой химии. Aldrich поставляет органические и неорганические химикаты, строительные блоки, реагенты, современные материалы и стабильные изотопы для химического синтеза, медицинской химии и материаловедения. Каталог химических веществ Aldrich, «Каталог и справочник Aldrich», часто используется в качестве справочника из-за включения структур, физических данных и ссылок на литературу.
Sigma является основным поставщиком биохимических продуктов Sigma-Aldrich, предлагающим антибиотики, буферы, углеводы, ферменты, судебно-медицинские инструменты, гематологию и гистологию, нуклеотиды, белки, пептиды, аминокислоты и их производные.
Sigma RBI производит специализированные продукты для использования в области сигнальные пути в клетках и нейробиологии. Их предложения варьируются от стандартных биохимических реагентов до специализированных исследовательских инструментов, включая лиганды для рецепторов и ионных каналов, ингибиторы ферментов, фосфоспецифические антитела, ключевые ферменты передачи сигналов и наборы для анализа клеточной связи.
ISOTEC предлагает меченные изотопами продукты для определения структуры белков, синтеза пептидов, протеомики, метаболических исследований, магнитно-резонансной томографии, ядерного магнитного резонанса, субстратов для дыхательных тестов, сельского хозяйства, а также газов и газовых смесей.
Компания Riedel-de Haën была объединена с Sigma-Aldrich в 1999 году и производит реагенты и стандарты.
Supelco — подразделение компании Sigma-Aldrich по производству хроматографической продукции. Она предоставляет хроматографические колонки и сопутствующие инструменты для экологических, правительственных, пищевых, фармацевтических, биотехнологических, медицинских и химических лабораторий; продукты для подготовки проб и химические эталоны.
Sigma-Aldrich Fine Chemicals (SAFC) — подразделение Sigma-Aldrich, занимающееся поставками химикатов тонкой очистки, специализирующееся на сырье для продуктов клеточных культур; индивидуальные услуги по сырью, производству активных фармацевтических ингредиентов.
Sigma Life Science предлагает такие продукты, как индивидуальные олигонуклеотиды ДНК/РНК; специальные зонды ДНК и LNA; siРНК; меченные изотопами пептиды и библиотеки пептидов.
Лаборатория передовой генной инженерии Sigma (SAGE) — это подразделение Sigma-Aldrich, которое специализируется на генетических манипуляциях с системами in vivo для специальных исследований и разработок. Он был создан в 2008 году для исследования технологии нуклеазы цинковых пальцев и ее применения в моделях исследования заболеваний. Расположенная в Сент-Луисе, штат Миссури, лаборатория SAGE Labs разработала нокаутных крыс для изучения заболеваний и расстройств человека (таких как аутизм), которые продаются по цене до 95 000 долларов США. SAGE также объявила о своей первой успешной попытке создать «кролика-нокаута». Его объекты включают в себя биобезопасный виварий, свободный от конкретных патогенов, а также научно-исследовательские лаборатории.
Carbolabs производит исследовательские количества химикатов, получаемых в результате реакций фосгенирования. Компания была приобретена в 1998 году.
BioReliance предоставляет услуги по тестированию и производству фармацевтическим и биофармацевтическим компаниям, которые охватывают цикл продукции от ранней доклинической разработки до лицензированного производства. Компания была приобретена Sigma Aldrich в январе 2012 года.

## Текущее руководство
Маттиас Хайнцель стал генеральным директором подразделения медико-биологических наук компании Merck KGaA, Дармштадт, Германия, в апреле 2021 года после ухода Удита Батры из компании.